# Trunk
trunk（トランク）は、新井寿光と小山貴彰の2人から成るフォークデュオ。2001年に結成。2008年4月23日にロックチッパーレコードからシングル「runner/僕等の道」でメジャー・デビュー。2016年9月4日に解散。

## 概要
高校時代、同じ部活（野球部）だった2人が、引退後、学校の文化祭で歌ったのがきっかけで結成。
ユニット名の「trunk（トランク）」は、2人の「音楽を詰めてみんなに届けたいという気持ち」から名づけた。

## メンバー
新井寿光（あらい としみつ、1983年4月20日 - ）
- 大阪府出身。
- 関西外国語大学卒業。
- ギター・ボーカル ・コーラス ・ブルースハープ担当。

小山貴彰（こやま たかあき、1983年4月6日 - ）
- 大阪府出身。
- ボーカル担当。

## 来歴
- 2001年11月13日、trunk結成。大阪でのストリートライブを中心とした音楽活動を始める。
- 2004年5月2日、ミノヤホールにて初のワンマンライブ。8月6日、コンピレーション・アルバム『STREVO 1』発売。
- 2005年5月5日、JEUGIA梅田ハービスENT店にてインストアライブ。10月12日、コンピレーションアルバム『STREVO 2』発売。
- 2006年2月8日、インディーズ1stシングル「trunk-1」発売。8月16日、インディーズ2ndシングル「trunk-2」発売。11月9日、 心斎橋BIG CATにてワンマンライブ『あの虹を飛び越えろ！』開催。12月20日、コンピレーション・アルバム『LOVE REVO』発売。
- 2007年3月15日、インディーズ3rdシングル「trunk-3」発売。
- 2008年4月23日、「runner/僕等の道」でメジャー・デビュー。5月6日、フタバ図書TERA広島府中店、タワーレコード広島店の2店舗でインストアライブ。5月11日、新星堂天王寺MIO店インストアライブ。
- 2009年3月21日〜4月26日、初の全国ライブツアー「True of Heart」開催。全国4ヵ所4公演。6月7日、1stミニアルバム「time」ライブ会場とオフィシャル通信販売限定で発売。

## ディスコグラフィー

### シングル
1. runner/僕等の道（2008年4月23日）

### ミニアルバム
1. time（2009年6月7日）

### セルフレコーディングCD
1. Calling your dream（2008年10月18日）
2. Friend（2009年1月25日）
3. Story（2009年3月21日）

Calling your dream
収録曲
1. Calling your dream （作詞・作曲：新井寿光）
2. Winter smile （作詞・作曲：新井寿光）

Friend
収録曲
1. Friend （作詞・作曲：新井寿光）
2. 冬空 （作詞・作曲：新井寿光）
3. Friend (instrumental)
4. 冬空 (instrumental)

Story
収録曲
1. Story （作詞・作曲：新井寿光）
2. found （作詞・作曲：新井寿光）
3. 言葉は力になる（作詞・作曲：新井寿光）
4. Winter smile（作詞・作曲：新井寿光）

### インディーズ

#### EP
1. trunk-1 （2006年2月8日）
2. trunk-2 （2006年8月16日）
3. trunk-3 （2007年3月15日）

#### コンピレーション・アルバム
1. STREVO 1 （2004年8月6日）「YOU」収録（作詞/作曲:トランク・良(Ryo)）
2. STREVO 2 （2005年10月12日）「Broken」収録（作詞：新井寿光・NOBUAKI 作曲：新井寿光 編曲：今川瞬）
3. LOVE REVO （2006年12月20日）「冬」収録（作詞：鳥井一広・新井寿光 作曲：新井寿光）

## タイアップ一覧
| 曲名     | タイアップ                                                                                 |
| -------- | ------------------------------------------------------------------------------------------ |
| 虹       | 「広島女学院大学」コマーシャルソング 関西テレビ「夜明けのテレショップ」エンディングテーマ  |
| runner   | 関西テレビ「ミュージャック」エンディングテーマ FM青森、青森TV『エコ&エネルギー展』CMソング |
| 僕等の道 | 「広島女学院大学」コマーシャルソング                                                       |